# Frédéric Bulot
Pour les articles homonymes, voir Bulot.
Frédéric Bulot est un footballeur international gabonais né le 27 septembre 1990 à Libreville (Gabon). Il évolue au poste de milieu de terrain.

## Biographie

### Formation et AS Monaco
Bulot évolue dans sa jeunesse au Tours FC. En 2003, il rejoint le pôle espoirs de Châteauroux où il est recruté par l'AS Monaco en 2005. Lors de sa première saison avec l'équipe réserve de Monaco, en 2007-2008, il remporte le Championnat de France des réserves professionnelles aux côtés de Yohann Thuram-Ulien, Nicolas Nkoulou, Cédric Mongongu ou encore Yohan Mollo. Il intègre l'effectif professionnel monégasque au début de la saison 2009-2010. Lors des premiers mois, il apparaît à quelques reprises sur le banc de touche mais ne rentre jamais en jeu. La saison suivante, il fait ses débuts en Ligue 1 le 7 août 2010 lors du match nul obtenu par l'ASM à Lyon (0-0).

### SM Caen
Laissé libre après la relégation de l'ASM en Ligue 2, il signe un contrat de trois ans au Stade Malherbe de Caen le 9 juin 2011. Généralement titulaire, il marque trois buts lors de la première moitié de saison et offre cinq passes décisives à ses coéquipiers, dont trois sur coup de pied arrêté. Il marque son premier but en Ligue 1 face à Rennes le 28 août 2011. Le 17 octobre 2017, il rejoint de nouveau le club, cette fois-ci en jouant avec l'équipe réserve.

### Standard de Liège
Après la descente du SM Caen, il signe un contrat de quatre ans au Standard de Liège en juin 2012. Il signe son premier doublé dans le championnat belge, lors du match Standard-Anderlecht le 7 octobre 2012.

#### Charlton Athletic
Le 30 août 2014, il est prêté jusqu'à la fin de la saison à Charlton Athletic. Il y retrouve du temps de jeu ainsi que du plaisir à jouer qu'il avoua avoir perdu au Standard.
Le 14 février 2015, il inscrit son premier but avec sa nouvelle équipe durant les arrêts de jeu du match Charlton Athletic-Brentford (3-0). Il récidive dès le match suivant contre Wigan (0-3). Le 3 mars 2015, il réalise un doublé contre Nottingham (2-1). Il marque son ultime but sous les couleurs de Charlton lors du déplacement à Bolton (1-1).
Au terme de la saison Frédéric Bulot a joué 28 rencontres et trouvé cinq fois le chemin des filets. Il est complètement relancé.

### Stade de Reims
En juillet 2015, il s'engage pour deux saisons avec le Stade de Reims.
Le 12 septembre 2015, Reims se déplace à Toulouse lors de la cinquième journée de Ligue 1. Bulot rentre en deuxième période et à la 79e minute il marque d'une splendide frappe du pied gauche de plus de 20 mètres et permet à son équipe de revenir à 2 partout, ce qui sera le score final. C'est son premier but sous le maillot de Reims.
Au mois de janvier 2016, il connaît un coup d'arrêt à la suite d'une blessure au genou. Il est alors annoncé absent pour cinq semaines. 

### En sélection
Entre 2005 et 2009, il est régulièrement convoqué en Équipe de France de jeunes, des moins de 16 ans aux moins de 19 ans. Il est notamment de l'équipe des moins de 17 ans quatrième de l'Euro en 2007. Début septembre 2010, il est convoqué par Gernot Rohr pour rejoindre le Gabon lors d'un match amical contre l'AS Monaco mais il décline l'offre et joue finalement cette rencontre avec son club.
Il est sélectionné en équipe de France espoirs pour les matches contre la Turquie du 8 octobre 2010 et le Danemark le 12 octobre. Fin 2011, il compte sept sélections avec les espoirs, au cours desquelles il offre trois passes décisives (contre la Lettonie, le Kazakhstan et la Slovaquie) à l'automne 2011.
Le 20 février 2014, il choisit de jouer pour l'équipe nationale du Gabon.

## Statistiques
| Saison                | Club                     | Championnat           | Championnat | Championnat | Coupe nationale | Coupe nationale | Coupe de la Ligue | Coupe de la Ligue | Compétition(s) continentale(s) | Compétition(s) continentale(s) | Compétition(s) continentale(s) | Gabon | Gabon | Total | Total |
| Saison                | Club                     | Division              | M.          | B.          | M.              | B.              | M.                | B.                | Comp.                          | M.                             | B.                             | M.    | B.    | M.    | B.    |
| 2010-2011             | AS Monaco FC             | Ligue 1               | 8           | 0           | 1               | 0               | 3                 | 0                 | -                              | -                              | -                              | -     | -     | 12    | 0     |
| Sous-total            | Sous-total               | Sous-total            | 8           | 0           | 1               | 0               | 3                 | 0                 | -                              | -                              | -                              | -     | -     | 12    | 0     |
| 2011-2012             | SM Caen                  | Ligue 1               | 38          | 4           | 1               | 0               | -                 | -                 | -                              | -                              | -                              | -     | -     | 39    | 4     |
| Sous-total            | Sous-total               | Sous-total            | 38          | 4           | 1               | 0               | -                 | -                 | -                              | -                              | -                              | -     | -     | 39    | 4     |
| 2012-2013             | Standard de Liège        | Jupiler Pro League    | 26+10       | 3+1         | 2               | 0               | -                 | -                 | -                              | -                              | -                              | -     | -     | 38    | 4     |
| 2013-2014             | Standard de Liège        | Jupiler Pro League    | 21+7        | 0+1         | -               | -               | -                 | -                 | C3                             | 10                             | 3                              | 1     | 0     | 39    | 4     |
| Sous-total            | Sous-total               | Sous-total            | 63          | 4           | 3               | 1               | -                 | -                 | -                              | 10                             | 3                              | 1     | 0     | 77    | 8     |
| 2014-2015             | Charlton Athletic (prêt) | Championship          | 28          | 5           | -               | -               | -                 | -                 | -                              | -                              | -                              | 14    | 0     | 42    | 5     |
| Sous-total            | Sous-total               | Sous-total            | 28          | 5           | -               | -               | -                 | -                 | -                              | -                              | -                              | 14    | 0     | 42    | 5     |
| 2015-2016             | Stade de Reims           | Ligue 1               | 16          | 1           | -               | -               | -                 | -                 | -                              | -                              | -                              | 7     | 0     | 23    | 1     |
| 2016-2017             | Stade de Reims           | Ligue 2               | -           | -           | -               | -               | -                 | -                 | -                              | -                              | -                              | -     | -     | 0     | 0     |
| Sous-total            | Sous-total               | Sous-total            | 16          | 1           | -               | -               | -                 | -                 | -                              | -                              | -                              | 7     | 0     | 23    | 1     |
| 2017-2018             | Tours FC                 | Ligue 2               | 11          | 1           | -               | -               | -                 | -                 | -                              | -                              | -                              | 2     | 0     | 13    | 1     |
| Sous-total            | Sous-total               | Sous-total            | 11          | 1           | -               | -               | -                 | -                 | -                              | -                              | -                              | 2     | 0     | 13    | 1     |
| 2018                  | FC Gifu                  | J2 League             | 13          | 0           | 1               | 0               | -                 | -                 | -                              | -                              | -                              | -     | -     | 14    | 0     |
| Sous-total            | Sous-total               | Sous-total            | 13          | 0           | 1               | 0               | -                 | -                 | -                              | -                              | -                              | -     | -     | 14    | 0     |
| 2019                  | FELDA United (en)        | Liga Super Malaysia   | 10          | 1           | -               | -               | -                 | -                 | -                              | -                              | -                              | 1     | 0     | 11    | 1     |
| Sous-total            | Sous-total               | Sous-total            | 10          | 1           | -               | -               | -                 | -                 | -                              | -                              | -                              | 1     | 0     | 11    | 1     |
| 2020-2021             | Doxa Katokopias          | Cyta Championship     | 5           | 0           | -               | -               | -                 | -                 | -                              | -                              | -                              | -     | -     | 5     | 0     |
| Sous-total            | Sous-total               | Sous-total            | 5           | 0           | -               | -               | -                 | -                 | -                              | -                              | -                              | -     | -     | 5     | 0     |
| Total sur la carrière | Total sur la carrière    | Total sur la carrière | 192         | 16          | 6               | 1               | 3                 | 0                 | -                              | 10                             | 3                              | 25    | 0     | 236   | 20    |

## Palmarès
- Standard de Liège
  - Vice-Champion de Belgique en 2014